# مكتبة جامعة النجاح الوطنية

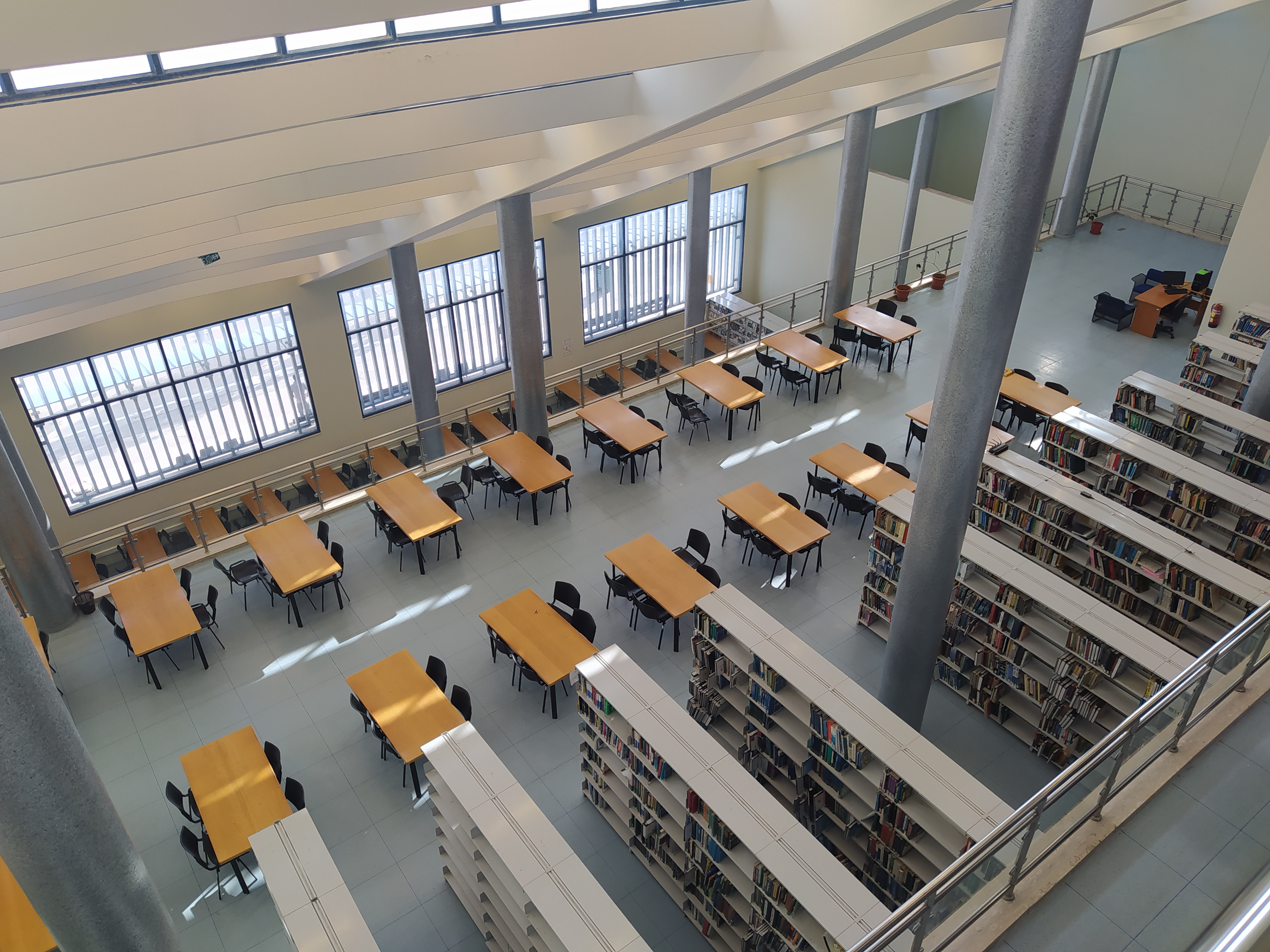
جامعة النجاح الوطنية

مكتبة جامعة النجاح الوطنية- تُعتبر مكتبة جامعة النجاح الوطنية في فلسطين من أهم مرافق الجامعة، حيث توفر نصف مليون كتاب مطبوع وإلكتروني، كما وصل إجمالي مقتنياتها إلى 300 ألف من المجلدات القرائية و40 ألف من الدوريات العلمية وآلاف الكتب والموسوعات الإلكترونية، وتعمل المكتبة على توفير المصادر الأساسية للمعلومات للطلبة وللقراء وللباحثين.
وحصلت مكتبات الجامعة مؤخراً على جائزة أفضل استخدام للفهرس العربي الموحد للعام 2019، بالإضافة الى حصولها على عضويات رسمية في عشرات المواقع البحثية العالمية.

## فروع المكتبة.[3]

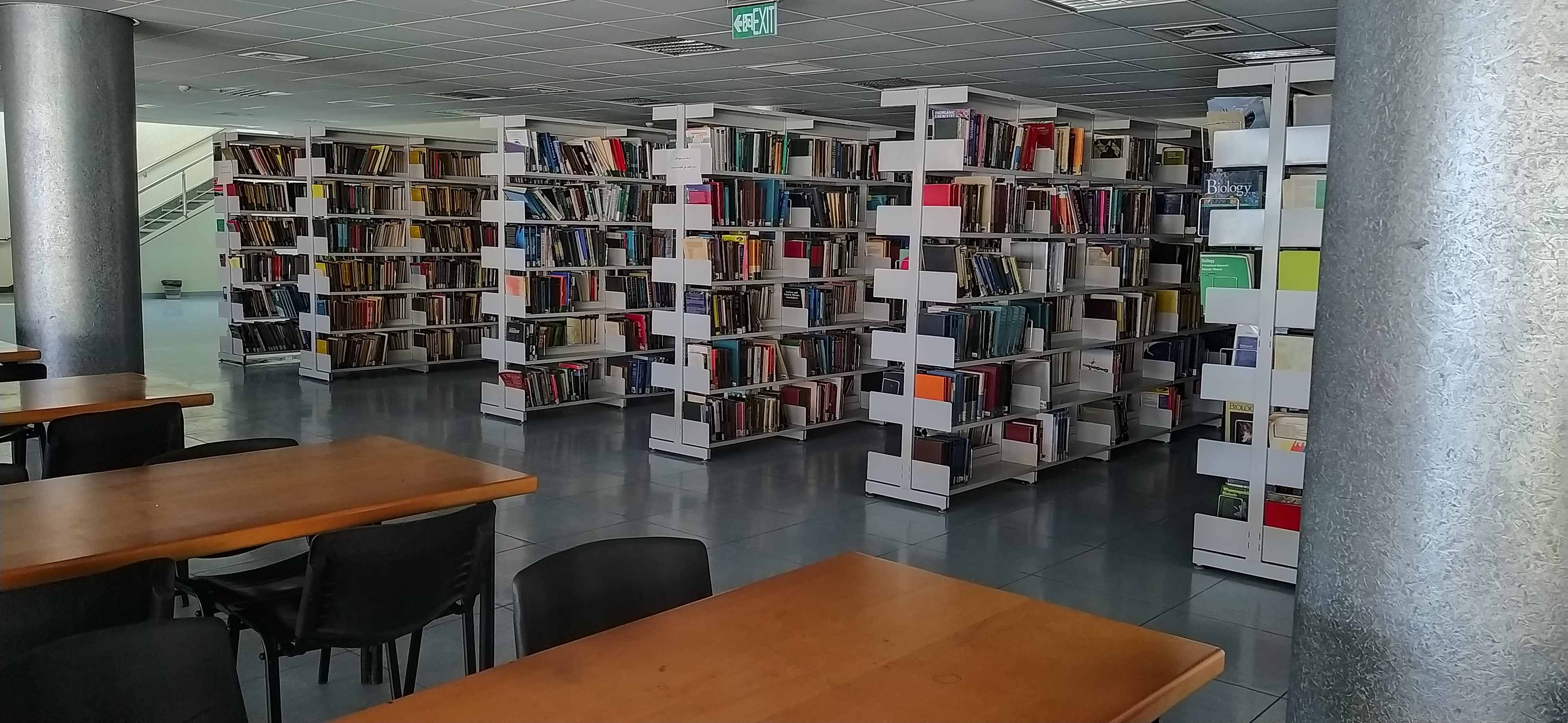

لمكتبة جامعة النجاح الوطنية مجموعة من الأفرع تتمثل في:
- مكتبة ديانا تماري الصباغ (المكتبة الرئيسية)، نابلس، تلفون: 2394960–09 فرعي 4433
- مكتبة الحرم الجامعي الجديد - الجنيد، نابلس، هاتف: 2345560-09 فرعي 2375-88
- مكتبة كلية هشام حجاوي التكنولوجية، نابلس، تلفون: 2311337–09
- مكتبة كليتي الزراعة والطب البيطري - طولكرم، تلفون:2675893-09

## مقتنيات المكتبة.
تحتوي مكتبة جامعة النجاح الوطنية حوالي (588,639) كتابًا، منها (308,568) إلكترونية، وتشترك أيضاً بمجموعة كبيرة من الدوريات الإلكترونية والمطبوعة، بالإضافة إلى مجموعة كبيرة من قواعد البيانات المختلفة.

### اولاً: المخطوطات
تحوي مكتبة جامعة النجاح الوطنية مجموعة كبيرة من المخطوطات القديمة المهمة، والتي تم جمعها من البيوت النابلسية العريقة التي تميزت بعلمائها وأدبائها وشعرائها المشهورين، وقد قامت الجامعة بترميم هذه المخطوطات للحفاظ على هذه الثروة العلمية الهامة من التلف والاندثار.
وقد شملت المجموعة كذلك بعض المخطوطات التي وصلت من مساجد يافا وعكا وغيرها، والتي تم تحقيق بعضها من قبل أساتذة الجامعة وتعرض على موقع الجامعة الإلكتروني للتعرف على هذا التراث العلمي النادر والفريد وإتاحة الفرصة بالقيام بتحقيقها. ومن بين هذه المخطوطات:
| اسم المخطوطة                                                         | المؤلف                                               |
| ديوان المدائح الربانية والنبوية والصوفية                             | عبد الرحيم بن احمد البرعي                            |
| اسنى المطالب                                                         | اليمني                                               |
| الجنة الفردوس مجموع جنان النهر                                       | مجهول                                                |
| الزيادي على المنهج                                                   | الزيادي                                              |
| حاشية المجاز                                                         | حسن بن محمد العطار                                   |
| البسيط في الشروط                                                     | غير معروف                                            |
| مجهول لمؤلف مجهول توحيد                                              | غير معروف                                            |
| الصهيونية                                                            | نجيب الخوري نصار                                     |
| حاشية الشوبري على التحرير                                            | الشوبري                                              |
| شرح للشيخ خالد بن عبدالله بن ابي بكر الازهاري من مخطوطات ال القمحاوي | خالد بن عبدالله بن ابي بكر الازهاري                  |
| كتاب جامع احكام الصغار لمحمد الاشروشني                               | محمد الاشروشني                                       |
| حاشية على شرح الرملي                                                 | الشبراملسي                                           |
| شرح على المواقف                                                      | الدين عبد الرحمن بن احمد الايجي عضد                  |
| الجواهر الدورية في تنقيح الفتاوى الحامدية ج2                         | فتاوى ابن عابدين، محمد امين                          |
| الجزء الاول والجزء الثاني من الجامع الصحيح                           | ابي الحسين مسلم بن الحجاج بن مسلم القشيري النيسابوري |

### ثانياً: قواعد البيانات العلمية.[5]
تحوي المكتبة مجموعة كبيرة من قواعد البيانات باللغتين العربية والإنجليزية،بالإضافة إلي الكتب الإلكترونية، المجلات والعديد من الخدمات التي تساعد الطلبة والموظفين في مجال البحث العلمي واداء الوظائف المطلوبة منهم.

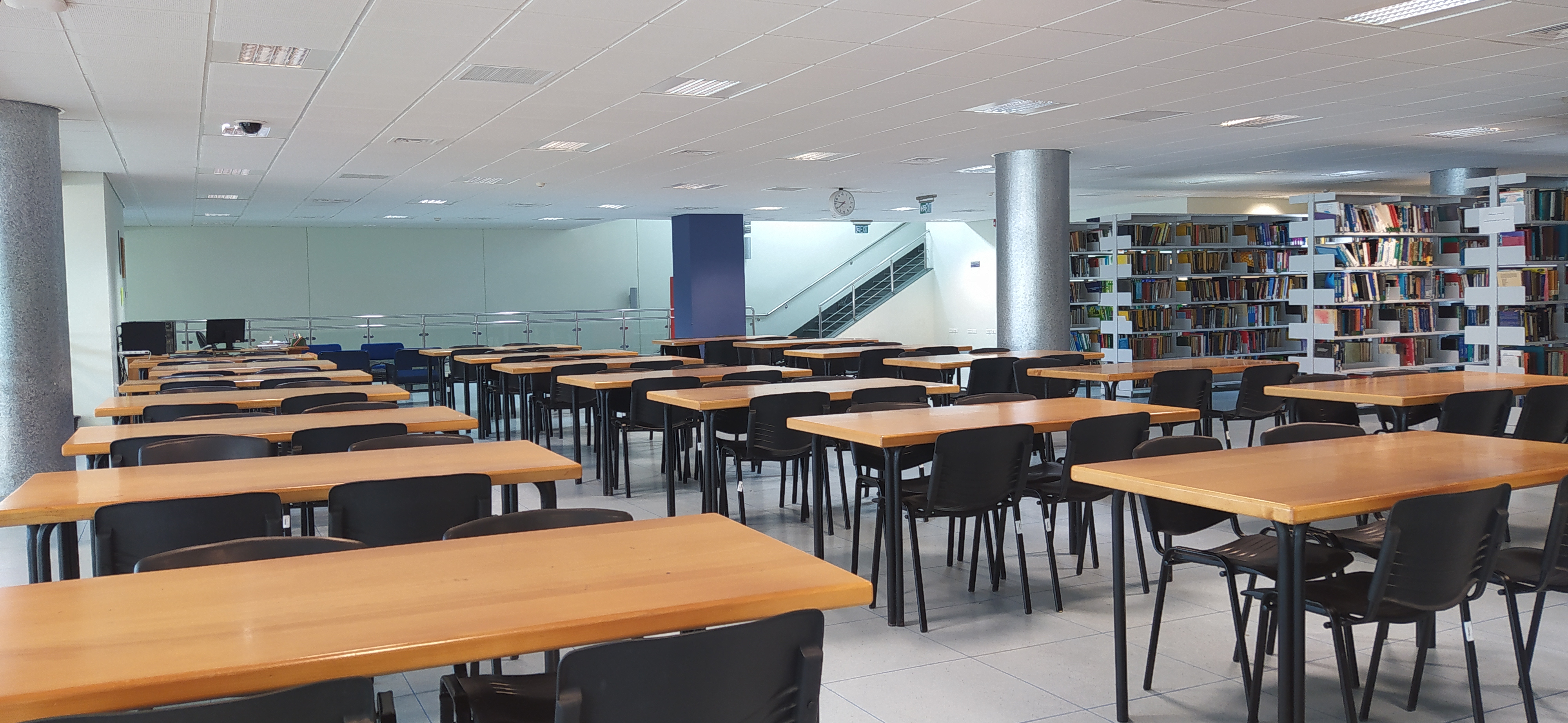

#### (1) قواعد بيانات باللغة الإنجليزية.
- Science Direct
- Cambridge Journals Online
- Web of Science
- Oxford e-Journals
- Emerald Group Publishing
- Social Science Research Network (S S R N)
- Edward Elgar
- Duke University - Press Journals
- Free Full PDF
- SAGE Publications
- Acoustical Society of America (A S A)
- D O A J — Directory of Open Access Journals
- M D P I - Open Access Publishing
- Education Resources Information Center (ERIC)
- HORIZON 2020
- World Development Indicators Online (W D I)
- Global Development Finance Online (G D F)
- Open Access Library
- Ag Econ Search
- Intellect
- International Monetary Fund (IMF)
- Transplant Library
- Transfusion Evidence Library
- The University of Hong Kong " H K U Scholars Hub"
- The American Journal of Nursing (requires username/password)
- 800+ scholarly societies embrace open access
- Access Medicine
- Access Surgery
- Access Pediatrics
- Clinical Access
- CORE
- Deep Knowledge Portal
- A C M Digital Library
- ProQuest Central

#### (2) قواعد بيانات باللغة العربية
- دار المنظومة
- قاعدة قسطاس القانونية
- الرسائل الجامعية- جامعة النجاح
- المجلات العلمية- جامعة النجاح
- المخطوطات الرقمية- جامعة النجاح
- ملخصات الرسائل الجامعية العربية- الجامعة الأردنية
- رسائل جامعية - جامعة الملك فهد للبترول والمعادن
- رسائل جامعية - الأزهر
- قرارات محكمة النقض المصرية
- مستودعات حرة
- مكتبات جامعة السلطان قابوس
- قاعدة شبكة المعلومات العربية التربوية
- مقام - موسوعة القوانين وأحكام المحاكم الفلسطينية
- الوراق
- معامل التأثير والاستشهاديات المرجعية العربي Arc-if
- قاعدة بيانات التشريعات الأمنية الفلسطينية

هذا بالإضافة إلي العديد من الكتب والمجلات الإلكترونية، ومستودع ضخم من الرسائل الجامعية وأوراق المؤتمرات العلمية في شتي المجالات الأدبية والعلمية.